# Everybody Hates Hugo (Izgubljeni)
"Everybody Hates Hugo" je četvrta epizoda druge sezone televizijske serije Izgubljeni i sveukupno 29. epizoda kompletne serije. Napisali su je Edward Kitsis i Adam Horowitz, a režirao ju je Alan Taylor. Prvi puta se emitirala 12. listopada 2005. godine na televizijskoj mreži ABC u SAD-u.
Glavni lik radnje epizode je Hugo "Hurley" Reyes (Jorge Garcia) kod kojeg otkrivamo razlog zbog čega toliko nevoljko prihvaća zadatak raspodjele pronađene hrane u oknu. U međuvremenu nekoliko preživjelih počne se bojati da splav nije došla onoliko daleko koliko se nadaju. Jack i Sayid istražuju okno, dok Sawyer, Jin i Michael otkrivaju da su oni koji ih drže kao zatočenike također preživjeli s leta Oceanic 815.

## Radnja

### Prije otoka
Nakon što je osvojio na lutriji, Hurley pokušava sve očuvati tajnom. Daje otkaz u restoranu brze prehrane skupa sa svojim prijateljem Johnnyjem (DJ Qualls). Njih dvojica uživaju u trenucima kada nasanjkaju svog bivšeg šefa, a također odlaze i u prodavaonicu starih ploča kako bi Hurley pozvao na spoj djevojku koja mu se sviđa - Starlu (Marguerite Moreau). Kasnije Hurley moli Johnnyja da mu obeća da se njih dvojica nikada neće promijeniti što Johnny i učini. Kada stanu u lokalnoj benzinskoj postaji kako bi kupili još piva, Johnny primijeti novinarsku ekipu koja razgovara s prodavačem. Prodavač u tom trenutku pokaže na Hurleyja kao kupca sretne srećke koja mu je donijela milijune na lutriji, a prema Johnnyjevom izrazu lica vidimo da se, unatoč njegovom obećanju, upravo sve promijenilo.

### Na otoku
U stanici Labud Hurley se bori sa svojim novim zadatkom - raspodjelom hrane. Charlie Pace (Dominic Monaghan) ga upita da li se u bunkeru nalazi hrana, a posebno da li ima maslaca od kikirikija za Claire Littleton (Emilie de Ravin), ali mu Hurley ne želi odgovoriti. Umjesto toga odluči zamoliti za pomoć Rose Henderson-Nadler (L. Scott Caldwell). U jednom trenutku Hurley sanja čudan san u kojem mu Jin-Soo Kwon (Daniel Dae Kim) govori na savršenom engleskom jeziku da "će se sve uskoro promijeniti". Sve to nagna Hurleyja da sve više i više počne sumnjati u svoju sposobnost raspodjele hrane na način da svi budu zadovoljni. Pokušava odustati, ali John Locke (Terry O'Quinn) mu to ne dopušta. Nakon toga Hurley osmisli plan da prostoriju s hranom digne u zrak, ali se Rose uplete. On joj objašnjava da će se zbog pronađene hrane sve promijeniti i da će ga svi zamrziti baš kao što se dogodilo nakon što je osvojio lutriju; međutim, Rose ga odgovara od njegovog plana. Kasnije Hurley obavijesti Jacka Shepharda (Matthew Fox) o svojoj odluci da svima da hranu, a svoju odluku obrazloži činjenicom da neće biti puno hrane za preživjele ako ju ravnomjerno podijeli. Poslije podjele hrane, svi uživaju u istoj i svi podržavaju Hurleyjevu odluku uključujući i Charlieja koji svom prijatelju daje zagrljaj pomirenja.
James "Sawyer" Ford (Josh Holloway), Michael Dawson (Harold Perrineau) i Jin otkrivaju da su ljudi koji ih drže u zatočeništvu zapravo preživjeli iz repa aviona Oceanic 815 te ih oni odvode u stanicu Dharma Inicijative u kojoj su pronašli skrovište. Žena imena Libby (Cynthia Watros) im kaže da je u početku bilo dvadeset i troje preživjelih iz repa aviona, ali da ih je sada vrlo malo ostalo.
U međuvremenu na obalu dospije boca s porukama koju su Michael, Sawyer, Jin i Walt uzeli sa sobom na splavi. Claire i Shannon Rutherford (Maggie Grace) daju bocu Sun-Hwa Kwon (Yunjin Kim), a ona ju odluči zakopati na plaži. U oknu, Jack i Sayid Jarrah (Naveen Andrews) istražuju misterioznu betonsku barikadu koja očigledno blokira prolaz do drugog dijela bunkera. Otkrivaju da je barijera izrazito debela te da je prolaz blokiran još jednim dijelom temelja.

## Produkcija
Epizoda Everybody Hates Hugo je bila prva koju je režirao Alan Taylor koji je ranije režirao epizode serije Obitelj Soprano i Seks i grad. Epizodu su napisali Edward Kitsis i Adam Horowitz koji su ranije napisali epizodu "Born to Run".
Lik Libby kojeg je utjelovila glumica Cynthia Watros po prvi puta se pojavljuje upravo u ovoj epizodi. Originalno, Libby je trebala biti žena u kasnim 40-im ili ranim 50-im godinama svog života. Glumici Jennifer Jason Leigh ponuđena je uloga, ali ju je ipak na kraju dobila Watros. Tijekom audicije za lik Libby, glumica Watros nije mislila da će dobiti ulogu. Kada se to dogodilo ona se skupa sa svojim dvjema kćerkama blizankama iz Los Angelesa preselila na Havaje. Lik Bernarda također se po prvi put pojavljuje u ovoj epizodi. Budući da je Rose crnkinja, producenti su smatrali da će publika automatski pomisliti da je njezin suprug također crnac pa su odlučili da Bernard bude bijelac kako bi iznenadili svoje gledatelje. Također su mislili da će publika pretpostaviti da je Mr. Eko (Adewale Akinnuoye-Agbaje), jedini crnac od preživjelih iz repa aviona, njezin suprug Bernard. Glumica L. Scott Caldwell koja glumi Rose nije znala za njihove planove te je u svojim scenama bez supruga tijekom prve sezone zamišljala visokog crnog muškarca. Kada je saznala da je Bernard bijelac, bila je iznenađena, ali ne i šokirana.
Ovo je također prva epizoda u kojoj ime Raja K. Bosea, koji u epizodi glumi trgovca, stoji na uvodnoj špici serije. Bose je bio glumac u pozadini tijekom dotadašnjeg dijela serije (glumio je jednog od preživjelih te stujarda u avionu). U epizodi iz prve sezone, Born to Run trebao je glumiti lik Sanjaya, ali je morao odustati od uloge zbog toga što je morao otići na predavanje iz marketinga na Sveučilište u Phoenixu. Agentica za casting Margaret Doversola kasnije ga je upitala da se pojavi na audiciji za ulogu trgovca te ju je on i dobio.
Za scenu čija se radnja odvija na benzinskoj postaji, ekipa je iznajmila dućan 7-11 za cijeli dan. Kada Hurley dolazi s automobilom, on ga ne vozi već ga guraju kako bi se izbjegli zvukovi motora. Međutim, svaki put kada bi ga gurali, novi problemi bi iskrsnuli. Kada su se riješili tih problema, počelo je kišiti, ali je uskoro prestalo pa su scenu uspjeli snimiti točno prije isteka ponoći. Hurleyjeva sekvenca sna snimljena je u filmskim studijima na Havajima gdje su izgradili okno. Nakon svake scene u kojoj Hurley jede hranu u oknu, stara hrana zamijenjena je novom. Glumac Garcia, doduše, nije konstantno jeo hranu, već bi nakon reza pljunuo hranu u obližnju košaru za smeće. Pileća glava koju Bose nosi na svojoj glavi bila je ekstremno teška pa ju je Daniel Dae Kim morao pridržavati dok Bose izgovara svoje dijaloge.

## Gledanost i kritike
Epizodu Everybody Hates Hugo gledalo je 21.7 milijuna Amerikanaca. To je bila najgledanija epizoda neke serije četvrti tjedan za redom i drugi najgledaniji program toga tjedna. Također je bila gledanija od prethodne epizode serije.
Mac Slocum s internetske stranice Filmfodder.com napisao je da mu je bilo drago što je serija "promijenila smjer ovoga tjedna u puno razumniju brzinu". Istaknuo je da je tome razlog "povratak likovima" te je smatrao da nije bilo boljeg predstavljanja lika od Hurleyja. Keith McDuffee iz TV Squada napisao je da premda je čuo "da će ova epizoda biti samo jedna od onih koje popunjavaju kvotu" kada ju je pogledao "to tako nije izgledalo". Svidjela mu se činjenica da smo saznali još više stvari o Hurleyjevoj prošlosti te je uživao u "odličnom otkrivanju još više preživjelih s leta 815". Internetska stranica TelevisionWithoutPity.com ocijenila je epizodu četvorkom.

## Vanjske poveznice
- "Everybody Hates Hugo" na ABC-u